# بحيرة توبا
بحيرة توبا الإندونيسية أكبر بحيرة في جنوب شرق آسيا تبلغ 100 كيومتر طولا و 30 كيلومترا عرضا، و 505 مترا(1,666 قدم) عمقاً، تقع في وسط الجزء الشمالي من جزيرة سومطرة الإندونيسية ترتفع عن سطح البحر حوالي 900 متر (2,953 قدم) وهي بحيرة رابضة في فوهة أكبر بركان في العالم، يعتقد أنه أعظم انفجار بركاني في التاريخ. تبعد هذه البحيرة عن مدينة ميدان مسافة 3 ساعات بالسيارة تقريباً. داخل هذه البحيرة تقع جزيرة ساموسيرا وهي جزيرة جميلة تعتبر مقصد للسياح وخاصة شبه جزيرة توك توك.